# Saint-Pons, Ardèche

Saint-Pons este o comună în departamentul Ardèche din sud-estul Franței. În 1 ianuarie 2022 avea o populație de 302 de locuitori.